# صوفيا فلورش
صوفيا فلورش (بالألمانية: Sophia Flörsch)‏ عدائة سباق ألمانية ولدت في 1 ديسمبر 2000 في جرونوالد، ميونخ، ألمانيا.

## روابط خارجية
- صوفيا فلورش على موقع DriverDB.com (الإنجليزية)